# Caridina shilinica
Caridina shilinica е вид десетоного от семейство Atyidae.

## Разпространение
Видът е разпространен в Китай (Юннан).